# Ceratina morawitzi
Ceratina morawitzi är en biart som beskrevs av Sickmann 1894. Ceratina morawitzi ingår i släktet märgbin, och familjen långtungebin. Inga underarter finns listade i Catalogue of Life.